# EPIC 206028176
EPIC 206028176 — одиночная звезда в созвездии Водолея на расстоянии приблизительно 1792 световых лет (около 549 парсеков) от Солнца.
Вокруг звезды обращается, как минимум, одна планета.

## Характеристики
EPIC 206028176 — жёлто-белая звезда спектрального класса F. Масса — около 1,17 солнечной, радиус — около 1,38 солнечного, светимость — около 2,959 солнечных. Эффективная температура — около 6377 К.

## Планетная система
В 2016 году командой астрономов было объявлено об открытии планеты.